# ハエ取り紙

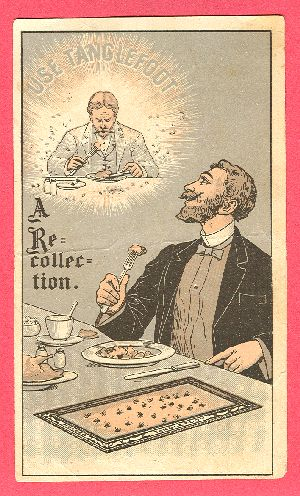
粘着式蝿取り紙の広告（1898年頃・アメリカ）。

蝿取り紙（はえとりがみ、はえとりし。表記揺れ：蝿取紙、ハエ取り紙、ほか。読みの転訛形：はいとりがみ、はいとりし。歴史的仮名遣：はへとりがみ、はへとりし）とは、蝿（はえ、ハエ）を駆除するために用いられる紙。
予め殺蝿効果のある薬剤を染み込ませた紙を水に浸し、薬物が滲出した水を舐めた蝿を殺す浸水式のものと、紙などシート状のものに誘引剤を含む粘着性物質を塗り、そこにとまった蝿を物理的に捕らえる粘着式のものとがある。
英語では "flypaper（日本語音写例：フライペーパー）"、中国語では「捕蝇纸（繁体字：捕蠅紙）」のほか、様々な名称で呼ばれる。また特に吊り下げタイプの粘着式蝿取紙は、日本ではその形状や商品名から蝿取りリボンやリボン蝿取りとも呼ばれ、英語でも fly ribbon（日本語音写例：フライ リボン）とも言う。なお漢字「蝿」（拡張新字体）には旧字体「蠅」があるため、全ての熟字は2種類ある。

## 概要

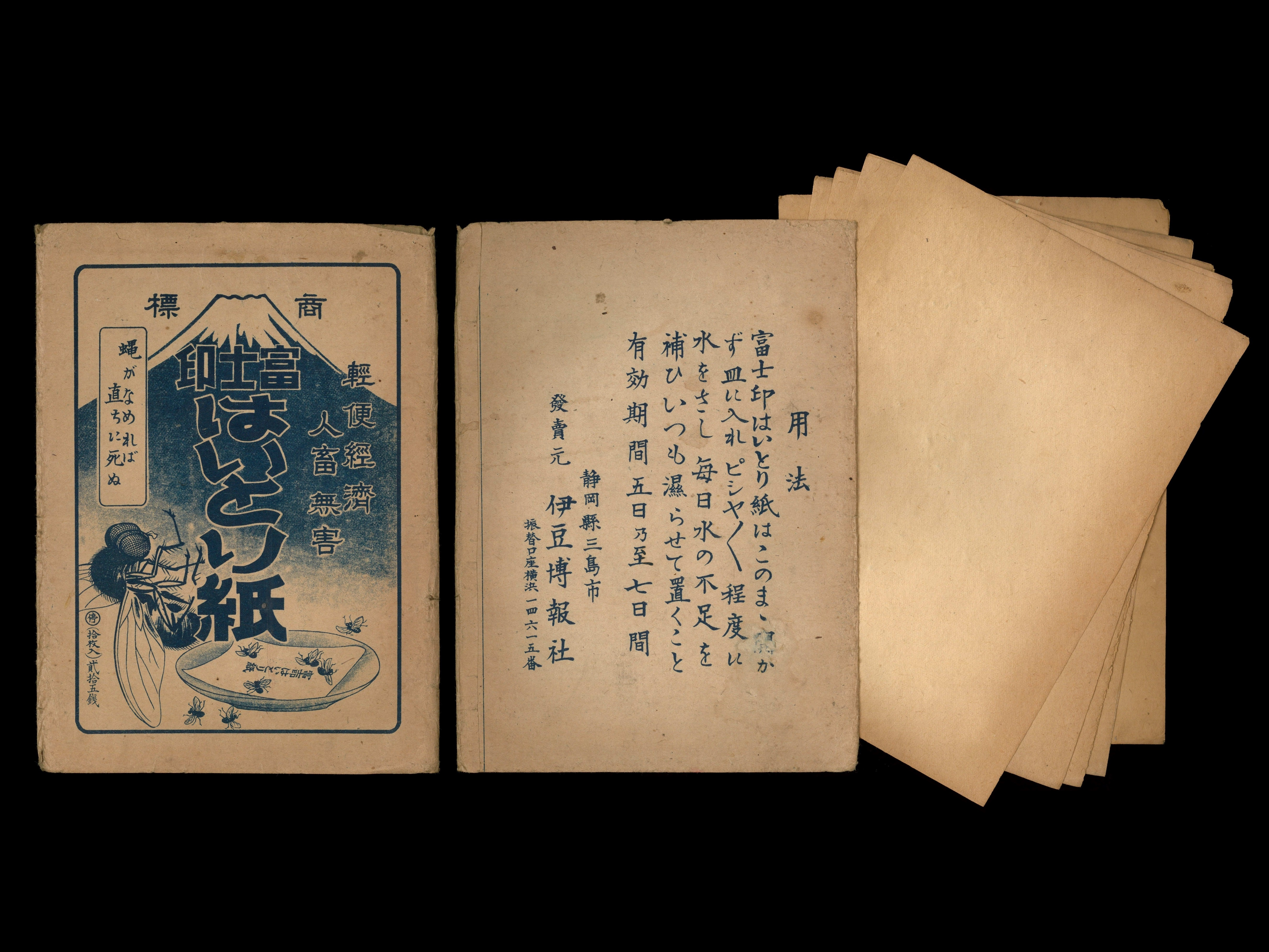
浸水式の蝿取り紙（昭和前期）。

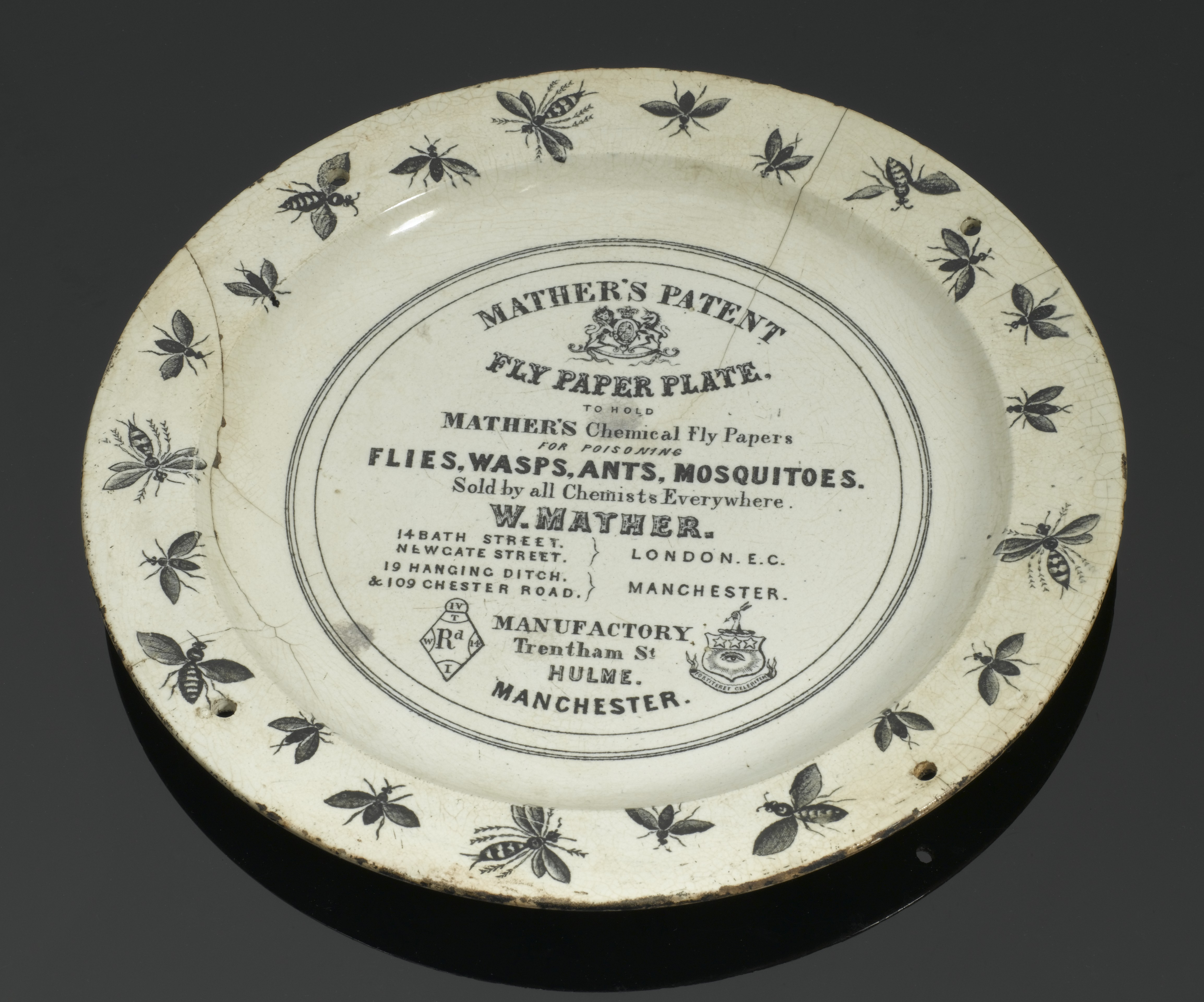
浸水式の蝿取り紙専用の皿（イギリス・19世紀末）。蝿の絵柄と吊り紐用の穴がある。

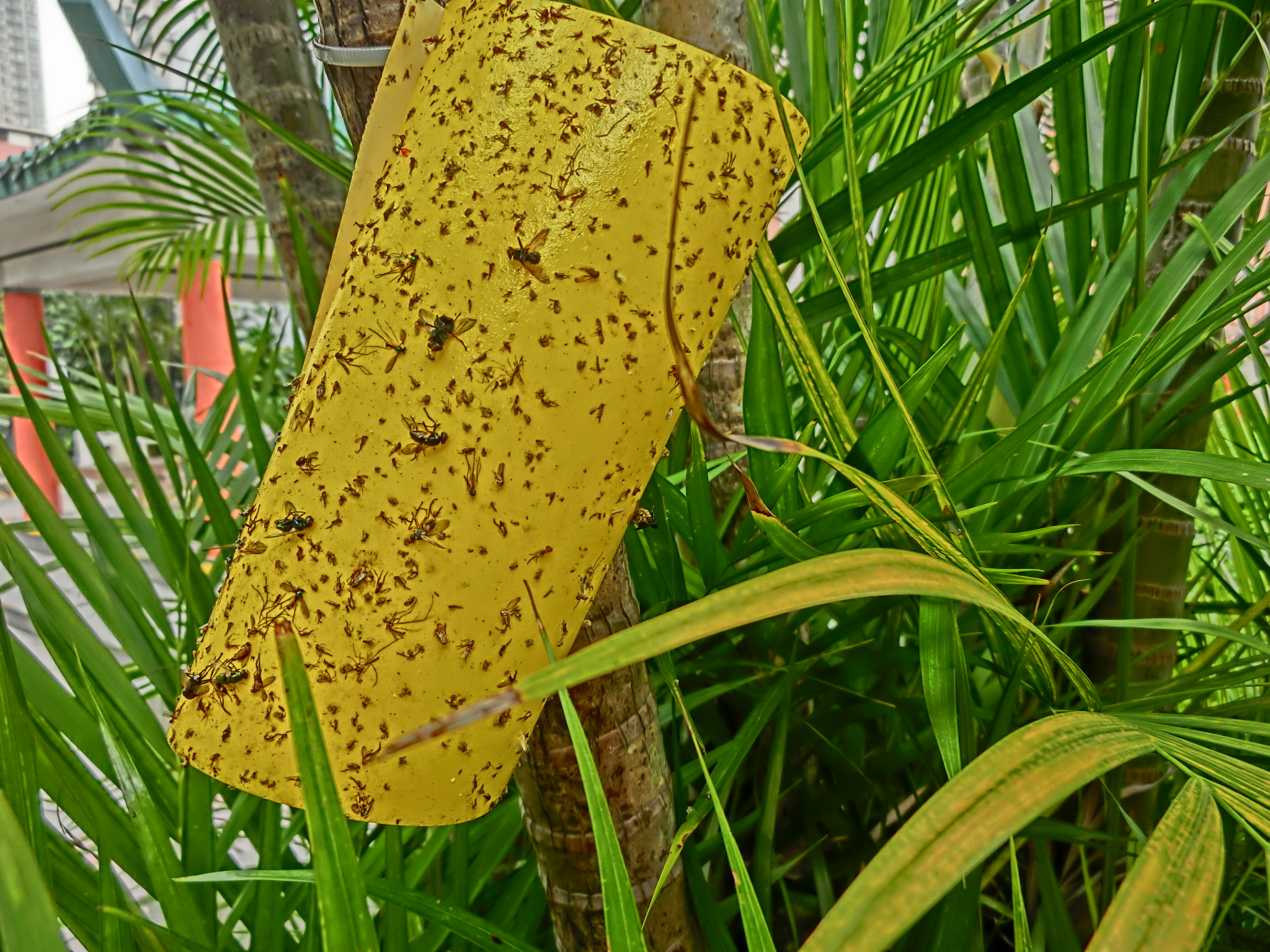
平紙型の粘着式蝿取りシート／数多くの飛翔性昆虫を“一網打尽”にした状態。

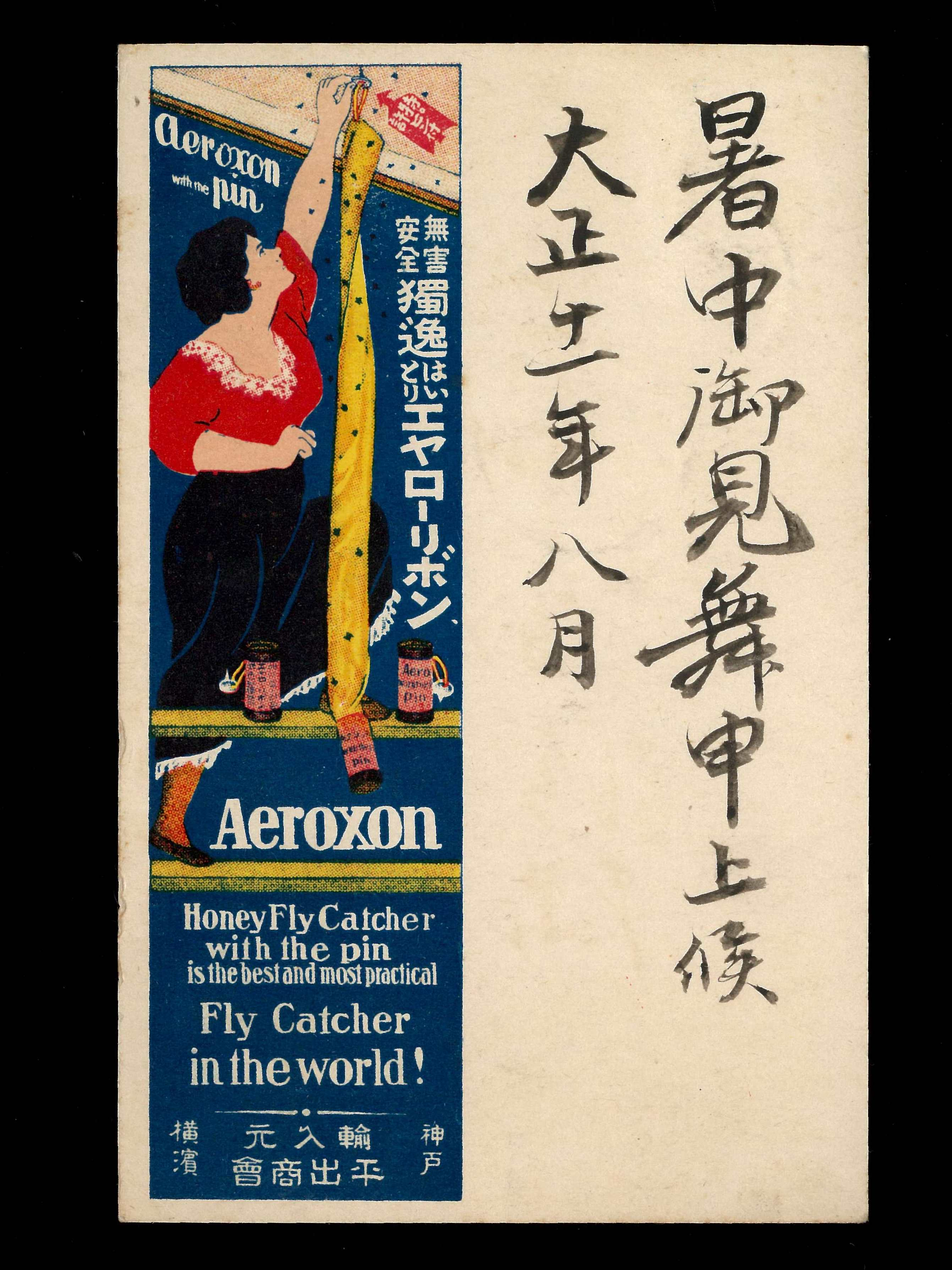
吊り下げタイプの粘着式蝿取り紙は20世紀初頭にドイツで開発され大正時代には日本でも輸入販売されるようになった。

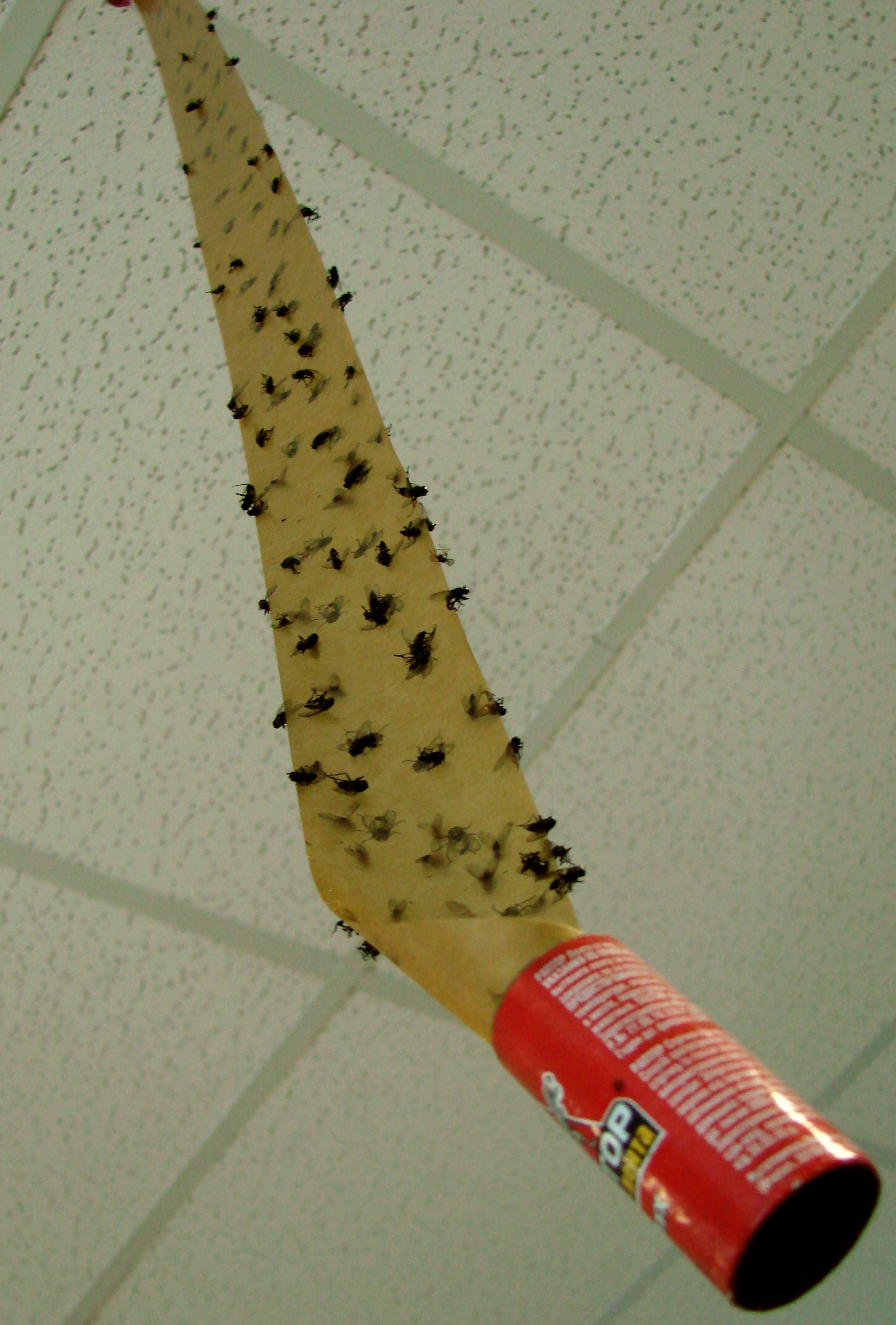
吊り下げタイプの粘着式蝿取り紙。

粘着式のものは主にロジンと油（ひまし油など）などを原料とする粘着性の強い粘性を持った液体が塗布されており、これに接触した昆虫など小動物がベタベタ粘りつくことで捕らえられる。これは所謂接着ではないため、揮発性の高い溶剤が乾くことで固化しないようになっており、概ね塗布された液体の面が出ている限りは対象を捉えることが出来るが、大抵は（大量の虫が貼り付いている状態は見た目の上でも衛生的に見えないなどの事情で）ある程度の期間が経ったら新しいものに交換される。 その多くでは1つのパッケージに何本かがセットになっており、数箇所に同時に設置したり、定期的に交換される替えとして利用される。このタイプは、高さ8センチメートル程度の紙筒に入ったテープを引き出して使用する。テープ先端には画鋲が取り付けられている製品もあり、これを天井や鴨居などに刺して固定する。近年では、シートタイプやスティックタイプも散見されるようになった。古典的な製品ではあるが、基本的に殺虫剤成分を含まないため、食品を取り扱う事業所などでよく使われる。日本では製造会社の商品名である「リボンハイトリ」や「ハエ取りリボン」がそのまま通称として用いられることも多かった。
一方殺虫効果のある薬剤を染み込ませた浸水式の蝿取り紙にはかつてヒ素が使われたことがあり、、水に浸すと人体にも有害なヒ素を抽出できることから、フレデリック・セドンやフローレンス・メーブリックといった毒殺者が使用したことでも知られている 。

## 注意点
粘着式のものは強い粘着力を持つため、人や動物が誤って触れると容易に取れなくなるので注意が必要である。また、風が吹き抜ける場所では埃や葉屑などのゴミが付着して機能が早期に低下することにも留意しなければならない。

## 応用
設置場所を通る小動物をすべて捕獲するトラップであるために、動物相の調査に使える。生態学的研究に利用される場合がある。例えば目的の場所にぶら下げると、そこを通る昆虫をその高さ別に採集できる。池の水面に設置したところ、アメンボが意外に水面より少し上で捕まるのが多かった、などという例もある。

## 主要メーカー
カモ井加工紙株式会社は、1923年（大正12年）創業の日本企業で、日本初の蝿取り紙として平紙タイプを創業時から製造販売している。1930年（昭和5年）には吊り下げリボン型を開発・発売している。
その他メーカーは、小林製薬（桐灰 ハエ取りリボン）、シマダ商事（SHIMADA ハエ取りリボン）等がある。

## 季語
季語・季題としての蝿取紙/蝿取り紙/蠅取紙/蠅取り紙（はえとりがみ、歴史的仮名遣：はへとりがみ、別の読み：はいとりがみ）は、夏の季語（三夏の季語）である。蝿/蠅（はえ、歴史的仮名遣：はへ）を親季語とする数ある子季語の一つ。

## 転義
税制における「ハエ取り紙の理論」とは、蝿取り紙の持つ「最初に触れた場所にくっついて離れない」という特徴を、「地方政府に入った補助金が、住民に還元されることもなく、財政支出という形で最初に入った地方政府という場所に張り付いて離れない」ことや「税負担というものが直接課税対象から少しも離れない考えられない」ことに譬えることにより、地方政府の構造的問題を揶揄して指摘する理論である。

## 関連作品
アメリカ映画『フライペーパー! 史上最低の銀行強盗』（原題：Flypaper ）は「フライペーパー（蝿取り紙）」を題名とする。